# Robert de Cricklade
Robert de Cricklade (né à Cricklade c. 1100 – mort à Oxford entre 1174 et 1179), prieur de Saint Frideswide à Oxford, est un écrivain anglais du Moyen Âge. Il fut instituteur avant de se faire clerc. Outre plusieurs traités de théologie, il est l'auteur de la première biographie, aujourd'hui perdue, de Thomas Becket, l'Archevêque de Cantorbéry.

## Biographie
Robert est d'origine anglo-saxonne. Il tint quelque temps une école de latin, qualifié de maître, puis devint chanoine régulier de l’abbaye de Cirencester avant d'être élevé, en 1139, au rang de prieur de Saint Frideswide d'Oxford, charge qu'il occupa au moins jusqu'en 1174 selon les sources. En 1158, il effectua un voyage à Rome, poussant jusqu'en Sicile avant de revenir par Paris. Il aurait voyagé derechef à Rome en 1141, et à Paris en 1147, mais ce point n'est pas attesté. Il effectua un autre voyage en Écosse dans les années 1160. Quoique ses premiers biographes en fassent un chancelier d'Oxford, cette charge n'existait pas encore à l'époque du prieur Robert, et son rôle dans l'enseignement à cette époque reste obscur. Selon Giraud de Barri, Robert, outre ses essais théologiques, parcourut les monastères d'Angleterre en quête de livres de Flavius Josèphe en hébreu.

## Écrits
Robert est l'auteur de plusieurs ouvrages dont on connaît l'essentiel par des manuscrits, mais certains ont été perdus. On lui attribue même un commentaire des Psaumes, préservé dans un seul manuscrit, mais qui est vraisemblablement de la plume de Robert de Bridlington.

### Le Mariage de Jacob
Le De connubio Iacob, allégorie du récit biblique de Jacob, fut composé après 1137, mais à l'époque où Robert était chanoine de Cirencester. Robert y cite Bernard de Clairvaux et Guillaume de Malmesbury parmi ses modèles. Ce récit survit dans cinq manuscrits :
- Anvers, musée Plantin-Moretus, MS M. 103 (catalogue no. 107) (autrefois propriété d'All Souls College)
- Cathédrale d'Hereford , MS P.iv.8 (provenant de l'Abbaye de Cirencester)
- Londres, British Library, Royal MS 8 E. ii
- Oxford, Bodleian Library, MS Laud Misc. 725 (provenant de l'Abbaye de Reading), fols 92r–184v
- Oxford, Balliol College, MS 167

### Anthologie de l'Histoire Naturelle de Pline
La Defloratio historie naturalis Plinii est un épitomé de l'Histoire naturelle de Pline l'Ancien, dédié au roi Henri II d'Angleterre. Il occupe une place importante dans la circulation des idées de Pline dans l'Europe médiévale, bien que sa valeur en tant que témoin du texte originel de Pline ait été exagérée,.
Il semble que la composition de ce recueil remonte aux années 1130, et qu'il ait servi de manuel pour des étudiants, avant de prendre la forme d'un livre dédié au roi Henri. Il en existe aujourd'hui une édition critique. Cinq manuscrits en sont connus :
- Eton College, MS 134
- Cathédrale d'Hereford , MS P.v.10, fols. 125r–177r
- Londres, British Library, Royal MS 15 C. xiv
- Biblioteca Apostolica Vaticana MS Vat. Regin. lat. 598 + 198
- Wolfenbüttel,

### Le Miroir de la Foi
Le Speculum fidei est un recueil commenté de passages de l'Ancien et du Nouveau Testament, dédié à Robert II de Beaumont, et destiné à éclairer certains concepts fondamentaux de théologie. Il a été composé entre 1164 et 1168, mais l'unique manuscrit survivant s'ouvre sur un addendum contenant une décrétale de 1170 du pape Alexandre III,. Ce texte est surtout connu pour la réfutation qu'y fait Robert des doctrines théologiques de Pierre Lombard. Un seul manuscrit est en connu :
- Cambridge, Corpus Christi College, MS 380, fols 2r–132v

### Homélies sur Ézéchiel
Les Omeliæ super Ezechielem forment un recueil de 42 homélies sur le Livre d'Ézéchiel et ont été écrites aux environs de 1172. C'est une continuation des homélies sur Ézéchiel de Grégoire le Grand. Ce recueil est conservé dans deux manuscrits :
- Cambridge, Pembroke College, MS 30 (provenant de l'Abbaye de Bury St Edmunds)
- Cathédrale d'Hereford , O.iii.10 (provenant de l'Abbaye de Cirencester)

### Vita et miracula sancte Thome Cantuariensis
Robert a écrit cette Vie et Miracles de Saint Thomas de Cantorbéry entre 1173 et 1174. Cet ouvrage, quoique perdu, a dû être la source de la saga islandaise consacrée à Becket, Thómas saga Erkibyskups, dont on a une transcription du XIVe siècle. Cette saga contient plusieurs détails inédits sur la vie de Thomas Becket et constitue aujourd'hui l'une des principales sources sur ce personnage. La vie de Robert fut aussi une des sources de l'hagiographie de Benet de St Albans. Un historien contemporain a pu reconstituer en partie la Vita de Robert à partir de là. Les principales sources du récit de la vie de Becket par Robert sont les écrits de Jean de Salisbury. Un biographe de Becket contemporain, Frank Barlow, avance que la biographie de Robert a disparu parce qu'elle était davantage favorable au point de vue royal qu'à celui de Rome.

### Lettre à Benoît de Peterborough
Benoît de Peterborough cite dans ses Miracula S. Thome Cantuariensis une lettre qu'il a écrite à Robert, où il rapporte sa convalescence d'une grave maladie, et attribue sa guérison aux prières de Thomas Becket. Un autre chanoine d'Oxford, nommé lui aussi Robert, aurait été guéri de la même manière.

### Vie de Saint-Magnus
L'original en latin de ce récit, le plus ancien sur la vie de Magnus Erlendsson, comte d'Orkney, est perdu ; le texte nous en est connu partiellement par une traduction en vieux norrois due à un certain « Meistari Roðbert ». On estime non sans quelque vraisemblance qu'il pourrait s'agir du même Robert de Cricklade.

### Vita sancte Frideswide
On a pu montrer que la Vie de Saint Frideswide, consacrée à Frithuswith, saint patron du prieuré où officiait Robert à Oxford, était bien de Robert de Cricklade ; c'est, cela dit, une réécriture d'un ouvrage antérieur. Il en subsiste trois manuscrits :
- Oxford, Bodleian Library, Laud Misc. 114, fols 132r–140r
- Cambridge, Gonville and Caius College, 129, fols 167r–177v
- Gotha, Forschungsbibliothek, MM. I.81, fols. 225v–230r

## Mort et postérité
Robert est mort après 1174, et a probablement été inhumé dans son prieuré. Son successeur fut Philippe d'Oxford, qui dirigea la communauté jusqu'en 1179.